# Syzygium andamanicum
Syzygium andamanicum är en myrtenväxtart som först beskrevs av George King, och fick sitt nu gällande namn av Nambiyath Puthansurayil Balakrishnan. Syzygium andamanicum ingår i släktet Syzygium och familjen myrtenväxter. IUCN kategoriserar arten globalt som akut hotad.
Artens utbredningsområde är Andamanerna. Inga underarter finns listade i Catalogue of Life.